# 스타팅 라인업

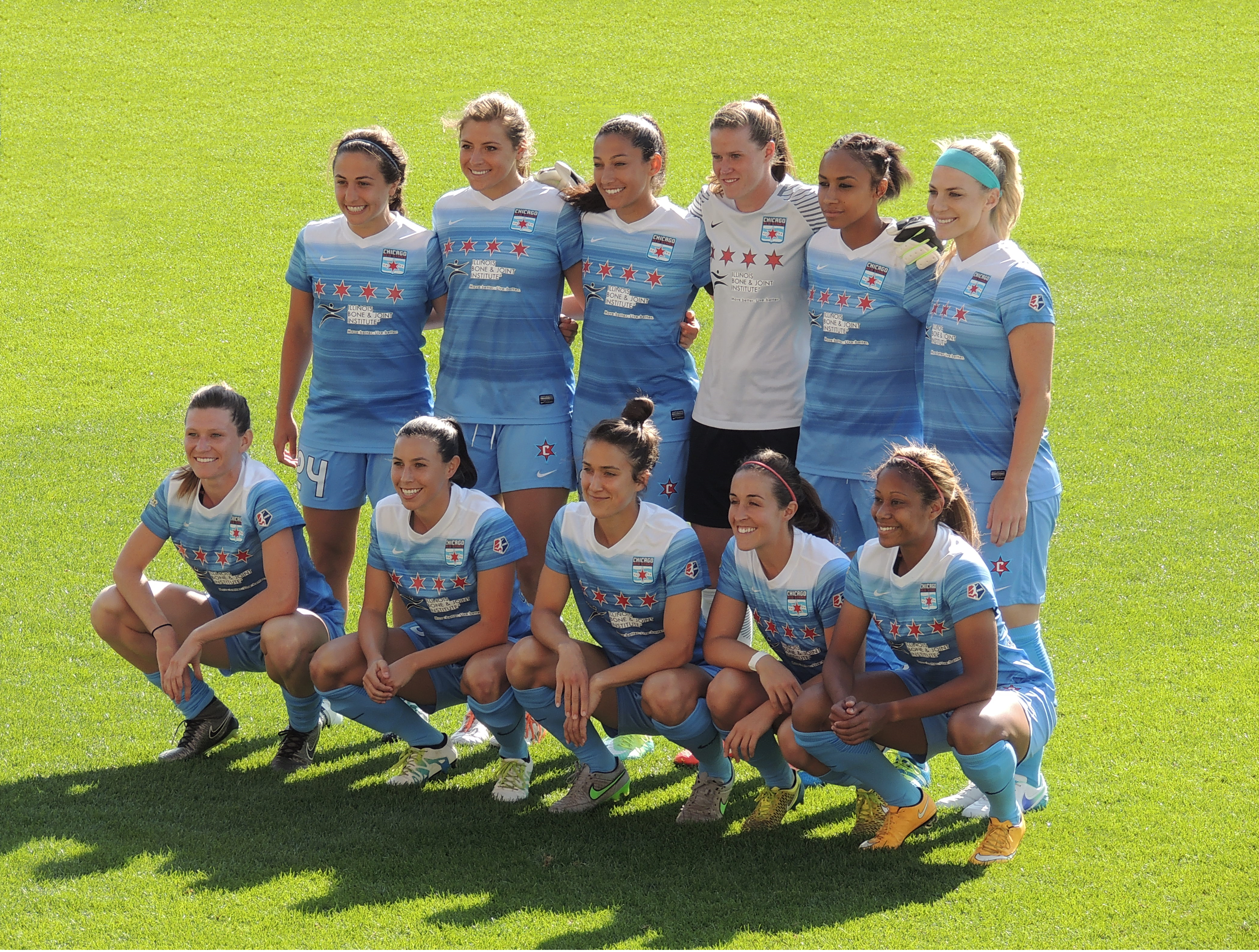
내셔널 위민스 사커 리그 (NWSL) 경기를 앞두고 시카고 레드 스타즈의 선발 라인업 선수들이 경기 전 사진 촬영을 위해 포즈를 취하고 있다.

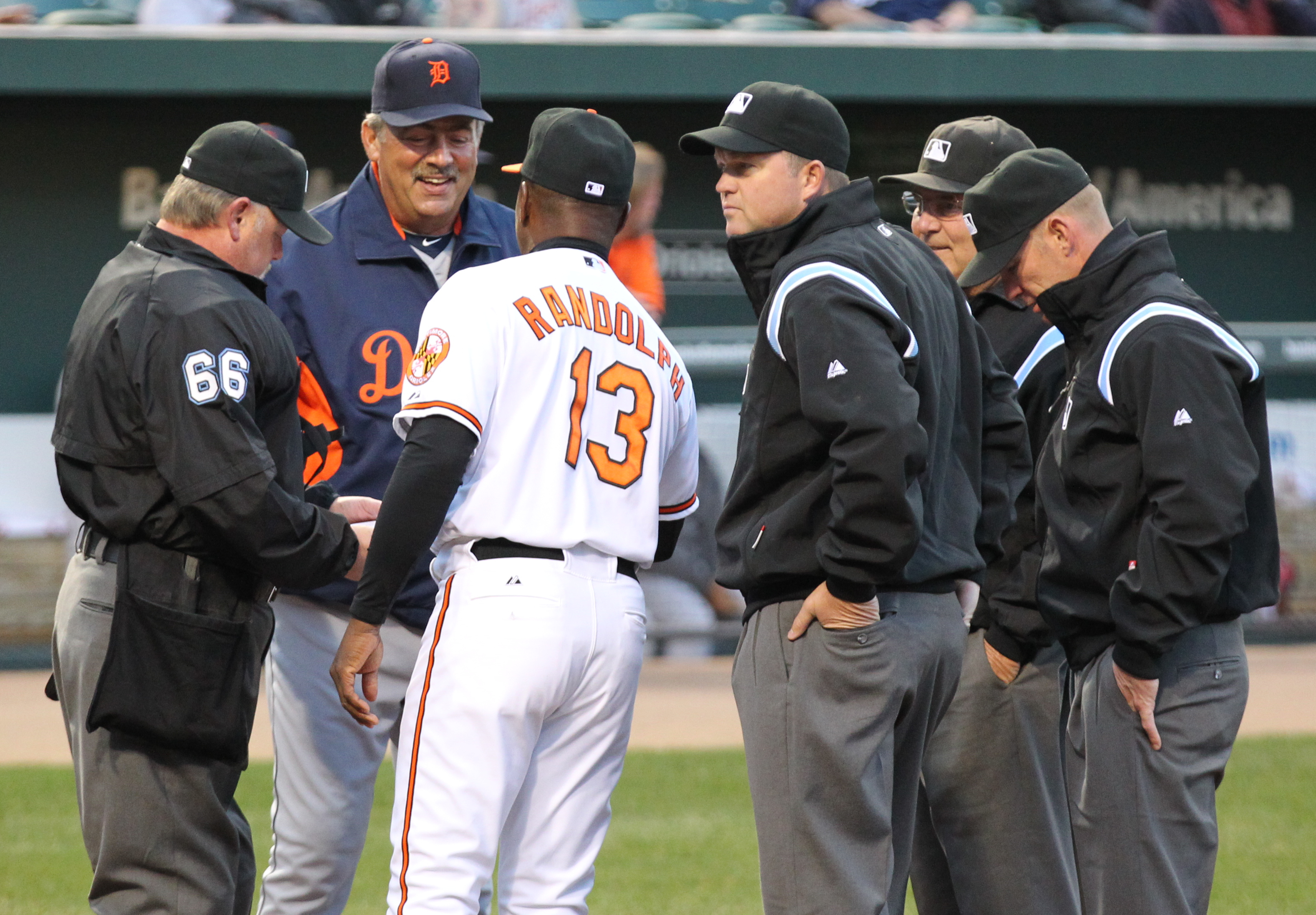
야구 코치(및 심판)가 경기 전에 만나 각 팀의 선발 라인업과 교체 선수가 나열된 라인업 카드를 교환하고 있다.

스포츠에서 스타팅 라인업(Starting lineup) 또는 선발 라인업, 선발 선수 명단은 게임이 시작될 때 경기에 참여할 선수들의 공식 목록이다. 선발 라인업에 있는 선수들은 일반적으로 선발 선수로 불리며, 나머지 선수들은 교체 선수 또는 벤치 선수이다.
선발 선수들은 일반적으로 각 포지션에서 팀의 최고의 선수들이다. 결과적으로 선발 선수라는 것과 관련된 약간의 명예가 종종 있다. 이것은 야구나 축구와 같이 교체 선수가 제한적인 스포츠에서 특히 그렇다.
팀의 라인업을 나열할 때, 일부 스포츠에서는 각 선수의 유니폼 번호와 포지션을 이름과 함께 포함하는 것이 일반적이다. 포지션은 종종 해당 스포츠에 특정한 약어로 표시된다(예: 미식축구에서는 "SS"가 스트롱 세이프티를 나타낸다). 야구와 농구 모두에서 선수의 포지션이 숫자로 표시되는 것이 일반적이다. 예를 들어 야구 기록에서는 유격수 포지션이 "6"이고, 농구에서는 스몰 포워드 포지션이 "쓰리"로 알려져 있다. 따라서 일부 스포츠의 라인업은 유니폼 번호, 선수의 이름, 포지션을 나타내는 약어(문자 또는 숫자)를 포함할 수 있다.

## 미식축구
1950년대부터 미식축구에서 대부분의 상위 팀들은 3개의 플래툰 시스템을 사용하며, 각 플래툰은 자체 선발 라인업을 갖는다. 공격과 수비의 선발 라인업은 각 11명으로 구성되며, 일반적으로 가장 많은 주목을 받는다. 선발 라인업은 주어진 게임의 첫 공격 또는 수비 스크리미지 플레이에 참여하는 11명의 선수로 정의된다. (공격 선수는 먼저 공격권을 얻는 팀에 속하지 않아도 선발 선수로 간주될 수 있으며, 수비 선수는 공격권을 얻지 못하는 팀에 속해야 할 필요는 없다. 첫 소유권 변화 후 첫 스크리미지 플레이도 포함된다.) 현대의 세 번째 플래툰인 스페셜 팀은 대부분 공격 또는 수비 플래툰의 백업 선수와 예비 선수로 구성되며, 플레이스킥커나 펀터는 예외이다. 예를 들어, 첫 킥오프에 참여하는 선수들은 일반적으로 선발 선수로 간주되지 않는다.
선수 포지션은 볼 처리와 관련된 특정 책임과 권한을 부여한다. 유니폼 번호 시스템은 경기 중에 선수가 포지션을 바꾸는 능력을 제한한다.

### 공격
공격 라인업은 게임 개발 과정에서 채택된 규칙에 의해 엄격하게 제한된다. 몇 가지 포지션(아래 목록에 *로 표시됨)은 필수이며, 선발 라인업이든 아니든 어떤 라인업에도 포함되어야 한다. 다른 포지션은 팀 코치의 재량에 따라 사용되거나 사용되지 않을 수 있으며, 필드에 11명을 초과하지 않고 스크리미지 라인에 최소 7명(보통 정확히 7명)이 있는 한 사용 가능하다.
- 쿼터백 – 고등학교 규칙서에 공식적으로 "스냅 리시버"로 등재된 선발 쿼터백은 일반적으로 팀 공격의 중심이다. 기술적으로 필수는 아니지만(스내퍼는 이론적으로 땅에 공을 스냅할 수 있지만), 이 포지션은 보편적으로 사용된다.
- 러닝백 – 프로 셋 포메이션과 I-포메이션에는 하프백과 풀백 두 명이 있다. 일부 팀은 풀백 지정을 포기하고 대신 추가 타이트 엔드, H-백, 또는 와이드 리시버로 교체한다. 다른 팀은 특히 패스 게임이 덜 발달된 하위 레벨에서는 3명의 선발 러닝백을 활용할 수 있다. 역사적으로 T-포메이션 또는 싱글 윙 포메이션을 활용했던 팀들도 3명의 선발 러닝백을 가졌다.
- 센터* – 스크리미지 라인의 중간에 있는 선수이다. (이 선수는 거의 항상 공을 스냅하는 선수이지만, 규칙상 스크리미지 라인의 어떤 선수라도 이 역할을 할 수 있다.)
- 좌우 가드* – 센터의 양쪽에 줄을 선다.
- 좌우 오펜시브 태클* – 가드 바깥쪽에 줄을 선다.
- 타이트 엔드 – 태클 바깥쪽에 줄을 선다. 대부분의 팀은 최소 한 명의 선발 타이트 엔드를 지정하지만, 어떤 팀은 두 명의 선발 타이트 엔드를 가질 수 있다(와이드 리시버를 한 명 덜 배치하거나 러닝백을 한 명 덜 배치함으로써). 런앤슛 오펜스와 같은 일부 공격 철학은 타이트 엔드를 완전히 포기한다.
- 와이드 리시버 – 현대 공격은 항상 최소 두 명의 선발 와이드 리시버를 갖는다. 역사적으로 이 포지션은 가장 나중에 개발되었으며, 원래 타이트 엔드(이름이 "스플릿 엔드"로 변경됨) 또는 러닝백(이름이 "플랭커"로 변경됨)을 넓게 이동시켜 수비수로부터 떨어진 곳에서 패스를 잡기 더 좋은 위치에 배치함으로써 현대적인 형태를 갖게 되었다. 많은 현대 공격은 세 명의 와이드 리시버를 선발 선수로 지정하며, 1990년대에 인기 있었던 런앤슛 오펜스와 같이 네 명의 선발 와이드 리시버를 지정하는 팀은 드물다(그러나 알려지지 않은 것은 아니다).
- 슬롯백, 윙백 또는 H-백과 같은 비표준 포지션도 팀의 공격 철학에 따라 선발 선수가 될 수 있다.

센터, 가드, 태클 외에도 최소 두 명의 엔드(타이트 엔드 또는 스플릿 엔드 와이드 리시버)도 라인업에 포함되어야 한다.

### 수비
최근 역사에서 4-3 수비 (수비 라인맨 4명 + 라인배커 3명) 포메이션이 대학 및 프로 팀들 사이에서 표준이 되었다. 그러나 3-4 (수비 라인맨 3명 + 라인배커 4명) 포메이션이 프로 및 NCAA 디비전 I 팀들 사이에서 더 인기를 얻고 있다. 공격과 달리 수비는 포지션에 대한 제약이 없으며(필드에 11명을 초과하지 않는 한), 표준 라인업은 주로 전통, 실험, 시행착오를 통해 발전했다.
- 수비 태클 – 포메이션에 따라 팀은 최대 두 명의 수비 태클을 가질 수 있다. 한 명만 있는 경우 노즈 태클 (NT)이라고 불린다.
- 수비 엔드 – 팀은 수비 태클 바깥쪽에서 뛰는 두 명의 수비 엔드를 갖는다.
- 라인배커 – 팀은 일반적으로 수비 전략에 따라 두 명에서 네 명의 라인배커를 선발로 내세운다. 대부분의 팀은 4-3 수비 (라인맨 4명, 라인배커 3명) 또는 3-4 수비 (라인맨 3명, 라인배커 4명)를 사용하며, 일부 팀은 니켈 수비를 선발 수비로 사용하며, 이러한 팀은 일반적으로 라인배커를 2명만 사용한다. 선발 라인배커는 그들이 뛰는 위치와 팀의 수비 철학에 따라 "아웃사이드 라인배커", "인사이드 라인배커", "미들 라인배커" 등으로 지정될 수 있다.
- 수비 백 – 팀은 일반적으로 네 명의 수비 백을 선발로 내세우지만, 드물게 라인배커를 필드에서 제외하고 다섯 명을 선발로 내세울 수 있다. 이러한 수비 백은 다음과 같이 알려져 있다.
  - 코너백 – 스크리미지 라인 근처 바깥쪽에서 뛰며, 패스 플레이에서 상대 팀의 와이드 리시버를 막는 것이 주요 책임이다.
  - 스트롱 세이프티 – 라인배커 뒤쪽 가까이에서 뛰며, 보통 상대 팀 타이트 엔드와 같은 필드 측면에 위치한다. 스트롱 세이프티는 라인배커/수비 백 하이브리드처럼 뛴다.
  - 프리 세이프티 – 필드에서 가장 깊은 선수로, 긴 패스에 대한 최후의 방어선이나 다른 모든 선수가 놓친 러닝 플레이를 막는 것이 주요 책임이다.
  - 니켈 백 – 다섯 명의 수비 백을 선발로 내세우는 팀에서는 다섯 번째 백을 "니켈"이라고 부른다(미국 5센트 주화인 니켈에 비유). 이러한 선수는 일반적으로 스크리미지 라인에 위치하며, 코너백과 수비 엔드 사이에 위치하며, 종종 상대 팀의 세 번째 와이드 리시버를 막는다.
- 조지 웹스터가 처음 사용한 "로버" 포지션과 같은 비표준 수비 포지션도 드물지만 사용될 수 있다.

### 스페셜 팀
세 번째 단계인 스페셜 팀은 일반적으로 몇 가지 포지션만 "선발"로 지정한다. 이러한 스페셜리스트 외에 필드의 다른 포지션은 일반적으로 공격 또는 수비에서 뛰는 선수들이 부차적인 포지션으로 맡는다.
- 키커 – 플레이스킥커라고도 불리며, 땅에서 차야 하는 플레이(킥오프 또는 필드골)에서 공을 찬다.
- 펀터 – 손에서 떨어뜨려 차야 하는 상황에서 공을 찬다. 이것은 펀트와 프리 킥에서 발생한다.
- 롱 스내퍼 – 필드골과 펀트에서 공을 스냅하며, 이 경우 공은 일반적으로 센터가 스냅하는 것보다 훨씬 멀리 가야 한다.
- 리턴 스페셜리스트 – 킥오프, 프리 킥, 펀트를 잡고 돌려차려고 시도한다. 팀은 킥과 펀트를 각각 돌려차는 데 다른 선수를 사용하거나, 두 가지 모두에 같은 리턴 스페셜리스트를 사용할 수 있다.
- 거너 – 킥오프, 프리 킥, 펀트에서 바깥쪽에서 뛰며, 보통 상대 팀 리턴어에게 가장 먼저 도달하는 선수이다. 드물게 선발 수준의 선수였지만, 스티브 태스커나 매튜 슬레이터와 같이 거너로서의 기술로 널리 인정받은 선수도 있다.

## 축구
축구에서 선발 라인업은 스타팅 11 (starting eleven) 또는 스타팅 XI라고 불린다. 스타팅 11 또는 스타팅 XI는 경기가 시작될 때 경기에 적극적으로 참여할 선수 목록이다.
스타팅 11은 11명의 선수로 구성되며, 1명은 지정된 골키퍼이다. 다른 모든 포지션은 선택 사항이며, 팀은 사용하는 포메이션을 변경할 수 있다.
포메이션은 종종 수비수, 미드필더, 공격수의 숫자를 사용하여 설명된다. 예를 들어, 일반적으로 사용되는 포메이션은 4-4-2이며, 이는 수비수 4명, 미드필더 4명, 스트라이커 2명을 의미한다. 일부 포메이션은 4개의 숫자를 나열할 수 있으며, 이는 일반적으로 수비 미드필더와 공격 미드필더를 구별한다. 예를 들어, 4-2-3-1은 수비수 4명, 수비 미드필더 2명, 공격 미드필더 3명, 스트라이커 1명을 의미한다.

## 오스트레일리안 풋볼
오스트레일리안 풋볼에서는 팀이 필드에 18명의 선수로 시작한다. 전통적인 포지션은 아래와 같지만, 현대 축구에서는 선수들이 포워드, 미드필더, 디펜더의 세 가지 주요 그룹으로 조직되며, 각 그룹은 4명에서 8명 사이의 선수로 구성된다. 각 팀에서 4명의 미드필더만 센터 스퀘어 안에서 시작할 수 있으며, 나머지 14명의 선수는 필드 어디에서든 시작할 수 있다.
- 3명의 포워드 (풀포워드 1명, 포워드 포켓 2명)
- 3명의 하프 포워드 (센터 하프 포워드 1명, 하프 포워드 플랭크 2명)
- 3명의 센터 (센터 1명, 윙맨 2명)
- 3명의 하프 백 (센터 하프 백 1명, 하프 백 플랭크 2명)
- 3명의 백 (풀백 1명, 백 포켓 2명)
- 3명의 팔로워 (럭맨 1명, 럭 로버 1명, 로버 1명)

## 야구
야구에서 선발 라인업은 9명 또는 10명의 선수로 구성된다. 일본 야구 기구의 센트럴 리그에는 선발 라인업에 9명의 선수가 있으며 모든 선수가 타격한다. 아메리칸 리그, 내셔널 리그 (MLB) 및 퍼시픽 리그 (NPB) 팀은 타순에서 투수 대신 지명 타자 (DH)를 사용할 수 있다. DH는 팀이 수비할 때는 경기에 나서지 않는다.
수비 포지션은 다음과 같이 번호와 약어로 표시된다.
1. P – 투수
2. C – 포수
3. 1B – 1루수
4. 2B – 2루수
5. 3B – 3루수
6. SS – 유격수
7. LF – 좌익수
8. CF – 중견수
9. RF – 우익수

10명의 선수가 필드에 있는 소프트볼에서는 10번째 선수는 일반적으로 외야(OF)에 배치된다. 내야와 외야 사이에 배치될 경우, 추가 필더는 "로버"로 알려져 있다.
지명 타자 (DH)는 사용될 때 0번으로 지정된다. 9개 포지션 모두와 지명 타자가 타격해야 하는 게임의 변형에서는 지명 타자는 대신 엑스트라 히터 (EH)로 알려져 있다.

## 농구
전미 농구 협회 (NBA)에서는 전통적으로 두 명의 선발 선수를 가드, 두 명을 포워드, 한 명을 센터로 발표한다. 경기가 시작되기 최소 10분 전에 기록원은 경기에 참여할 각 선수의 이름과 번호를 제공해야 한다. 공식 NBA 규칙서에는 다양한 포지션이 언급되지 않으며, 대부분의 선수들은 한 가지 이상의 포지션을 소화한다.
농구 팀의 선발 라인업은 일반적으로 5개의 포지션으로 구성되며 2-1-2 라인업 (가드 2명, 센터 1명, 포워드 2명)이라고 불린다.
1. PG – 포인트 가드
2. SG – 슈팅 가드
3. SF – 스몰 포워드
4. PF – 파워 포워드
5. C – 센터

미국 대학 농구에서는 경기 전에 각 팀의 선발 라인업이 발표된다. 선발 선수들은 센터, 포워드, 또는 가드로 지정된다. 팀은 최대 한 명의 센터를 지명할 수 있지만, 그렇지 않으면 5명의 선수가 지명되는 한 어떤 포지션 조합도 허용된다. 가드 3명, 포워드 1명, 센터 1명, 또는 가드 3명, 포워드 2명의 라인업이 가장 흔한 대체 라인업이다.
FIBA 3X3 월드컵에서는 3대 3 경기가 치러지며, 포지션은 가드, 포워드, 센터가 혼합될 수 있다.

## 캐나디안 풋볼
캐나디안 풋볼에서는 공격 12명, 수비 12명, 펀트, 킥오프, 엑스트라 포인트 시도에 스페셜 팀 12명으로 구성된다. 미식축구와 마찬가지로 스페셜 팀 선수 대부분은 공격 또는 수비의 선발 또는 벤치 선수이다.
두 코드 사이의 실질적인 차이 때문에 – 특히 더 넓은 필드와 10야드를 전진하기 위해 4번 대신 3번의 다운만 허용하는 것 – 캐나다 게임에서는 공격 포메이션이 다소 다르다. 가장 두드러진 점은 캐나다에서는 타이트 엔드가 거의 완전히 존재하지 않는다는 것이다.
캐나디안 풋볼 리그는 경기의 공격 및 수비 선발 선수 24명 중 최소 7명이 캐나다 시민이어야 한다는 추가 규칙이 있다.

### 공격
1. QB – 쿼터백 – 2009년까지 명시적으로 필수적이었으며, 그 이후로 사실상 필수적이다.
2. RB – 러닝백. 선택 사항이지만, 특히 선발 라인업에서는 거의 보편적으로 사용된다. 캐나다에서 하프백이라는 용어는 수비 포지션을 지칭하며 러닝백과 관련하여 사용되지 않는다.
3. FB – 풀백. 선택 사항.
4. C – 센터. 필수적이다.
5. LG, RG – 센터 양쪽에 있는 좌우 가드. 필수적이다.
6. LT, RT – 5명의 오펜시브 라인 양 끝에 있는 좌우 오펜시브 태클. 필수적이다.
7. SB – 슬롯백. 와이드 리시버와 유사한 포지션(사실 미국 게임에서는 슬롯백이 와이드 리시버의 한 유형으로 간주됨)이지만, 인테리어 라인맨에 더 가깝게, 스크리미지 라인 바로 옆에 정렬한다.
8. WR – 와이드 리시버. 캐나다 풋볼은 일반적으로 타이트 엔드를 사용하지 않으므로, 와이드 리시버는 거의 항상 스플릿 엔드이다.

### 수비
수비는 미국 풋볼과 대략적으로 유사하며, 수비 백으로 추가 선수가 사용된다. 대부분의 포지션은 미국 풋볼과 본질적으로 동일하므로, 주요 차이점만 여기에 나열한다.
1. S – 세이프티. 주로 깊은 패스 지원을 담당한다. 미국 게임의 "프리 세이프티"에 대략적으로 해당한다.
2. DH – 수비 하프백(들). 일반적으로 맨-투-맨 커버리지 시 슬롯백(들)을 커버하도록 배정된다. 대부분의 포메이션은 두 명의 하프백을 사용할 것이다. 미국 게임의 "스트롱 세이프티"에 대략적으로 해당한다.

### 스페셜 팀
포지션은 일반적으로 미국 풋볼과 유사하다.

## 게일릭 풋볼, 헐링, 카모기
게일릭 풋볼과 헐링, 그리고 여자 게일릭 풋볼과 카모기는 같은 선발 라인업을 사용한다. 팀은 골키퍼 1명과 아웃필드 선수 14명으로 구성된다(유소년 팀은 풀백 및 풀포워드 포지션을 제외하고 13인 경기를 할 수 있다). 팀은 6개 라인으로 정렬하며, 골키퍼가 가장 뒤에 있고 풀포워드 라인이 상대 팀 골에 가장 가깝다. 선수들은 공격 방향을 보고 필드의 왼쪽 또는 오른쪽에서 경기한다. 포지션 번호는 고정되어 있으며, 모든 공격자가 해당 수비수를 갖도록 포지션이 설정되어 있다. 예를 들어, 오른쪽 코너 포워드(저지 번호 13)는 왼쪽 코너 백(4)에 의해 마크된다. 선수들은 경기 중에 포지션을 바꾸기도 하며, 6명의 포워드 중 한 명을 후방으로 보내 세 번째 미드필더를 제공하는 등 전술적인 변화가 있기도 하다. 정상 시간 동안 최대 5명의 교체가 허용되며(연장전이 있는 경우 추가 3명), 9명 또는 때로는 11명의 교체 선수 명단에서 교체한다. 교체 선수는 특정 순서로 번호가 지정되지 않는다.
1. 골키퍼 (저지 번호 1)
2. 오른쪽 코너 백 (2) -- 풀 백 (3) -- 왼쪽 코너 백 (4)
3. 오른쪽 하프 (또는 윙) 백 (5) -- 센터 백 (6) -- 왼쪽 하프 백 (7)
4. 두 명의 미드필더 (또는 센터 필더) (8, 9)
5. 오른쪽 하프 (또는 윙) 포워드 (10) -- 센터 (센터 하프) 포워드 (11) -- 왼쪽 하프 포워드 (12)
6. 오른쪽 코너 포워드 (13) -- 풀 포워드 (14) -- 왼쪽 코너 포워드 (15)

## 아이스하키
아이스하키에서는 팀이 얼음 위에서 6명의 선수로 시작한다.
- 수비수 두 명
- 골텐더 한 명
- 포워드 세 명:
  - 센터 한 명
  - 왼쪽 윙어 한 명
  - 오른쪽 윙어 한 명

선발 포워드들은 일반적으로 상위 라인 또는 첫 번째 라인으로 알려져 있다. 대부분의 프로 팀들은 4개의 뚜렷한 3인 포워드 라인과 3개의 수비 페어링을 로테이션으로 사용하기 때문이다.
아이스하키에서는 팀은 경기 시작 전에 상대 팀의 주장과 관계자에게 선발 라인업을 제출해야 한다. 팀이 경기 시작 시 라인업에 다른 선수를 투입하면 상대 주장은 관계자에게 잘못된 라인업 페널티 (2분 마이너 페널티)를 선언하도록 지시할 수 있다.

## 라크로스
필드 라크로스의 선발 라인업은 공격수 3명, 수비수 3명, 미드필더 3명, 골키퍼 1명 등 10명의 선수로 구성된다. 팀은 수비적 이점을 위해 롱 스틱 미드필더를 선발로 내세울 수 있다. 팀은 페이스오프만을 전담하는 선수인 FOGO를 보유할 수 있다.
1. A – 공격수
2. D – 수비수
3. M – 미드필더
4. G – 골키퍼
5. LSM – 롱 스틱 미드필더
6. FOGO – 페이스오프 스페셜리스트 "페이스오프, 겟오프"

## 네트볼
네트볼에서는 팀이 코트에서 7명의 선수로 시작한다.
1. GS – 골 슈터
2. GA – 골 어택
3. WA – 윙 어택
4. C – 센터
5. WD – 윙 디펜스
6. GD – 골 디펜스
7. GK – 골키퍼

## 럭비리그
럭비리그 풋볼의 선발 라인업은 다음과 같다.
1. 1 – 풀백
2. 2, 5 – 윙어
3. 3, 4 – 센터
4. 6 – 스탠드오프/파이브 에이스
5. 7 – 하프백
6. 8, 10 – 프론트 로우 포워드
7. 9 – 후커
8. 11, 12 – 세컨드 로우 포워드
9. 13 – 락 포워드

## 럭비 유니언
럭비 유니언의 선발 라인업은 다음과 같다.
1. 두 명의 프롭 – 1 (루즈헤드) 및 3 (타이트헤드)
2. 후커 – 2
3. 두 명의 록 – 4 및 5
4. 두 명의 플랭커 – 6 및 7
5. 넘버 에이트 – 8
6. 스크럼 하프 – 9
7. 플라이 하프 – 10
8. 두 명의 윙 – 11 및 14
9. 두 명의 센터 – 12 및 13
10. 풀백 – 15

## 배구
배구 경기의 선발 라인업은 일반적으로 다음을 포함한다.
1. 세터 한 명
2. 아웃사이드 히터 두 명
3. 아포짓 히터 한 명
4. 미들 블로커 두 명

변형도 존재한다. 때로는 세터가 두 명이거나, 진정한 아포짓 없이 아웃사이드 히터 세 명이 있을 수도 있다. 리베로는 일반적으로 선발 라인업과 함께 발표되지만, 선발 라인업의 일부로 간주되지 않는다. 첫 랠리 전에 리베로가 위의 선수 중 한 명을 교체할 것이기 때문이다(일반적으로 미들 블로커). 팀은 미들 블로커를 나누어 한 명은 프론트 로우에서 시작하도록 원할 것이기 때문이다.

## 같이 보기
- 스타팅 11